# نیکلاس ساوینود
نیکلاس ساوینود (انگلیسی: Nicolas Savinaud؛ زادهٔ ۲۰ نوامبر ۱۹۷۵) بازیکن فوتبال سابق اهل فرانسه است که در پست مدافع بازی می‌کرد.
از باشگاه‌هایی که در آن بازی کرده‌است می‌توان به باشگاه فوتبال ونس، باشگاه فوتبال گنگام، و باشگاه فوتبال نانت اشاره کرد.